# Estanyol

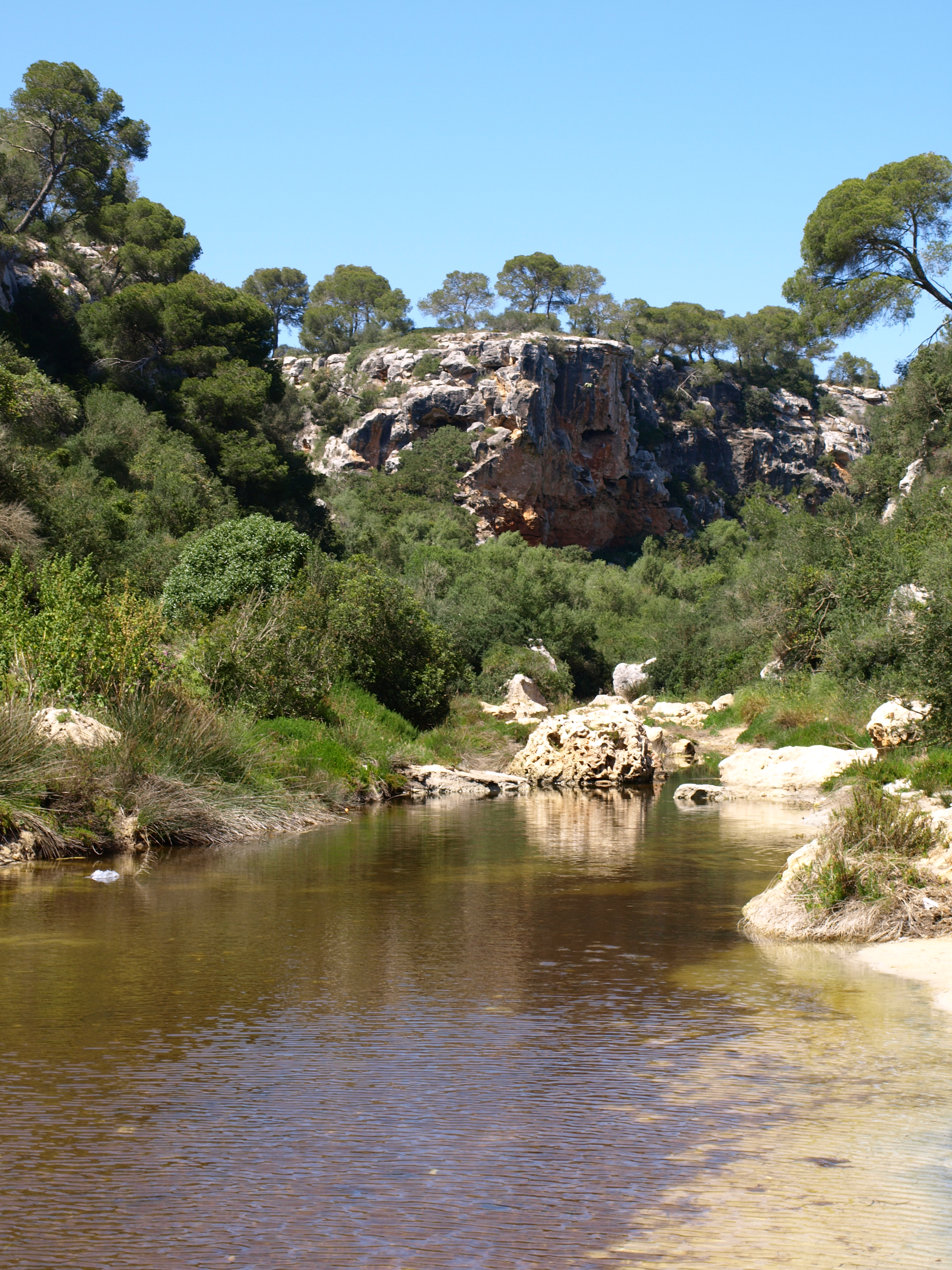
Estanyol del torrent de cala Pi, Llucmajor, Mallorca

Un estanyol és un estany petit o llacuna. L'etimologia prové del llatí stagnĕŏlu, diminutiu de stagnu, estany.
Hi ha diverses poblacions als Països Catalans que duen el nom d'Estanyol:
- Estanyol a Bescanó (el Gironès).
- S'Estanyol de Migjorn, a Llucmajor, Mallorca.